# Paul Coffey
Paul Coffey (ur. 1 czerwca 1961 w Toronto) – kanadyjski hokeista, obrońca, reprezentant Kanady, od 2004 w Hockey Hall of Fame.
W NHL rozegrał 1409 meczów, strzelił 396 goli, asystował przy 1135 bramkach i przesiedział 1800 minut na ławce kar.

## Kariera klubowa
- Kingston Canadians (1977–1978)
- Sault Ste. Marie Greyhounds (1978–1979)
- Kitchener Rangers (1979–1980)
- Edmonton Oilers (1980–1987)
- Pittsburgh Penguins (1987–1992)
- Los Angeles Kings (1992–1993)
- Detroit Red Wings (1993–1996)
- Hartford Whalers (1996)
- Philadelphia Flyers (1996–1998)
- Chicago Blackhawks (1998)
- Carolina Hurricanes (1998–2000)
- Boston Bruins (2000)

## Sukcesy i nagrody
- Puchar Stanleya 1984, 1985, 1987 z Edmonton Oilers i 1991 z Pittsburgh Penguins
- James Norris Memorial Trophy w 1985, 1986 i 1995
- Gra w NHL All-Star Game 1982, 1983, 1984, 1985, 1986, 1988, 1989, 1990, 1991, 1992, 1993, 1994, 1996 i 1997
- W 1998 sklasyfikowany na 28. pozycji przez The Hockey News na liście 100 największych hokeistów
- W Sali sław Pittsburgh Penguins od 15 listopada 2007